# Ambassade de Guinée équatoriale en Guinée
L'ambassade de Guinée équatoriale en Guinée est la principale représentation diplomatique de la république de Guinée équatoriale en Guinée.

## Histoire

### Liste des ambassadeurs
| N° | Nom et prénoms           | Debut       | Fin      |
| -- | ------------------------ | ----------- | -------- |
| 01 | Bonifacio Mitigo Bindang | 6 mars 2023 | En cours |